# Fekete Réka Thália
Fekete Réka Thália (Székelyudvarhely, 1986. június 16. –) magyar színésznő.

## Életpályája
1986-ban született az erdélyi Székelyudvarhelyen. Általános iskolai tanulmányait a székelykeresztúri Petőfi Sándor Általános Iskolában, középiskolai tanulmányait a székelyudvarhelyi Backamadarasi Kiss Gergely Református Gimnáziumban végezte. 2008-ban végzett a Marosvásárhelyi Művészeti Egyetem színművész szakán, majd 2010-ben ugyanott mesterdiplomát is szerzett. 2010-től Budapesten dolgozott. 2016-2020 között a József Attila Színház színésznője.

## Filmes és televíziós szerepei
- Válaszcsapás (2013)
- Társas játék (2013)
- Szimpla történet (2013)
- Butiquehotel (2015)
- Drága örökösök (2019)
- Mintaapák (2019)